# Calamaria
Calamaria är ett släkte av ormar. Calamaria ingår i familjen snokar.
Dessa ormar är med en längd upp till 75 cm små. De förekommer från södra Kina och Indien över det sydostasiatiska fastlandet till indonesiska öar. Arterna vistas på fuktiga platser i skogar och gräver ofta i marken. De äter maskar och andra mjuka smådjur. Honor lägger ägg.

## Dottertaxa tillCalamaria, i alfabetisk ordning[1]
- Calamaria abstrusa
- Calamaria acutirostris
- Calamaria albiventer
- Calamaria alidae
- Calamaria apraeocularis
- Calamaria battersbyi
- Calamaria bicolor
- Calamaria bitorques
- Calamaria boesemani
- Calamaria borneensis
- Calamaria brongersmai
- Calamaria buchi
- Calamaria butonensis
- Calamaria ceramensis
- Calamaria crassa
- Calamaria curta
- Calamaria doederleini
- Calamaria eiselti
- Calamaria everetti
- Calamaria forcarti
- Calamaria gervaisii
- Calamaria grabowskyi
- Calamaria gracillima
- Calamaria griswoldi
- Calamaria hilleniusi
- Calamaria ingeri
- Calamaria javanica
- Calamaria joloensis
- Calamaria lateralis
- Calamaria leucogaster
- Calamaria linnaei
- Calamaria longirostris
- Calamaria lovii
- Calamaria lumbricoidea
- Calamaria lumholtzi
- Calamaria margaritophora
- Calamaria mecheli
- Calamaria melanota
- Calamaria modesta
- Calamaria muelleri
- Calamaria nuchalis
- Calamaria palavanensis
- Calamaria pavimentata
- Calamaria pfefferi
- Calamaria prakkei
- Calamaria rebentischi
- Calamaria schlegelii
- Calamaria schmidti
- Calamaria septentrionalis
- Calamaria suluensis
- Calamaria sumatrana
- Calamaria thanhi
- Calamaria ulmeri
- Calamaria virgulata
- Calamaria yunnanensis